# Воронько, Олег Евгеньевич
Олег Евгеньевич Воронько (укр. Олег Євгенійович Воронько; род. 15 мая 1974, Светловодск, Кировоградская область) — украинский ИТ-предприниматель, политик.
Народный депутат Украины IX созыва.

## Биография
Он окончил Высшую школу управления охраной труда в Катовице (Польша) (University of Occupational Safety Management in Katowice, WSZOP) по специальности «Управление проектами», факультет менеджмента Национальной металлургической академии Украины. Выпускник факультета технологии высокомолекулярных соединений Днепропетровского химико-технологического института.
Занимается реализацией проектов в ИТ-сфере.
Он является основателем «Инстант Фудс Групп» и ООО «Агротрейд групп».

## Политическая деятельность
Кандидат в народные депутаты от партии «Слуга народа» на парламентских выборах 2019 года (избирательный округ № 103, город Александрия, Долинский, Александрийский, Петровский, Устиновский районы). На время выборов: временно не работает, проживает в городе Светловодск Кировоградской области. Беспартийный.
Член Комитета Верховной Рады по вопросам финансов, налоговой и таможенной политики.
Член Украинской части Парламентской ассамблеи Украины и Республики Польша.